# Po prostu Jamie
Po prostu Jamie (ang. Just Jamie) – serial animowany dla dziewcząt zrealizowany w Kanadzie. Serial pokazuje życie 12-letniej Jamie i jej 2 najlepszych przyjaciółek Sydney i Raissy. Jamie co dzień zmaga się z trudnościami w życiu i nie przejmuje się, co powiedzą o niej inni, bo najważniejsze są dla niej przyjaciółki. Serial został wyemitowany jeden raz w paśmie Przymierzalnia. Po skończonej emisji w Przymierzalni był emitowany na przemian z serialem Trollz.

## Bohaterowie
- Jamie
- Sydney
- Raisa
- Mama i tata Jamie
- Siostra Sydney
- Siostra Raisy
- Evan

## Wersja polska
Opracowanie i udźwiękowienie wersji polskiej: na zlecenie ZigZapa – Studio Sonica

Reżyseria: Agnieszka Matysiak

## Spis odcinków
| N/o            | Polski tytuł                           | Angielski tytuł      |
| -------------- | -------------------------------------- | -------------------- |
|                |                                        |                      |
| SERIA PIERWSZA |                                        |                      |
|                |                                        |                      |
| 01             | Horoskop na kłopoty                    | Horoscope Haywire    |
| 01             | Bliskie spotkania z gwiazdą rocka      | Rock Star            |
|                |                                        |                      |
| 02             | Hyź na punkcie chłopaka                | Boy Crazy            |
| 02             | Dzień pana Tatki                       | Mr. Mother's Day     |
|                |                                        |                      |
| 03             | Moje życie to horror                   | Life's A Scary Movie |
| 03             | Dziewczyny kontra chłopaki             | Boy-Girl Thing       |
|                |                                        |                      |
| 04             | Toń lub płyń                           | Sink or Swim         |
| 04             | Dwie imprezy, jedna Jamie              | 2 Parties            |
|                |                                        |                      |
| 05             | Superbohaterki w akcji                 |                      |
| 05             | Zabawa w kotka i myszkę                |                      |
|                |                                        |                      |
| 06             | Romeo i Julia - hiphopowy musical      | Romeo                |
| 06             | Dzięki za wspomnienia                  | Virtual Meltdown     |
|                |                                        |                      |
| 07             | Niedotrzymana obietnica                |                      |
| 07             | Komórki                                |                      |
|                |                                        |                      |
| 08             | Ona powiedziała, że ona powiedziała... | She Said She Said    |
| 08             | Maestro Margot                         | Maestro              |
|                |                                        |                      |
| 09             | Na ratunek żabom                       |                      |
| 09             | Zwierzęcy instynkt                     |                      |
|                |                                        |                      |
| 10             | Wielka burza przed ciszą               | It's Your Thing      |
| 10             | Trójkąt bermudzki                      | Bermuda              |
|                |                                        |                      |
| 11             | Siostrzana hulanka                     | Sibling Rivalry      |
| 11             | Uszne konsekwencje                     | Who's That           |
|                |                                        |                      |
| 12             | Horror piżama party                    |                      |
| 12             | Kto chodzi w moich butach?             |                      |
|                |                                        |                      |
| 13             | Mój punkt widzenia                     |                      |
| 13             | Wrodzony talent                        |                      |
|                |                                        |                      |